# Oleksandra Ardeschewa
Oleksandra Ardeschewa (* 20. Januar 1987), internationale Schreibweise Oleksandra Ardasheva, ist eine ehemalige ukrainische Fußballschiedsrichterassistentin.
Von 2012 bis 2020 stand sie auf der Liste der FIFA-Schiedsrichter und leitete internationale Fußballspiele.
Ardeschewa war als Schiedsrichterassistentin von Kateryna Monsul unter anderem bei der Europameisterschaft 2017 in den Niederlanden und bei der Weltmeisterschaft 2019 in Frankreich im Einsatz.
Am 30. August 2020 leitete Ardeschewa gemeinsam mit Esther Staubli und Sanja Rođak-Karšić das Finale der Women’s Champions League 2019/20 zwischen dem VfL Wolfsburg und Olympique Lyon (1:3).
Zudem war sie bei der U-17-Weltmeisterschaft 2016 in Jordanien und bei der U-17-Weltmeisterschaft 2018 in Uruguay im Einsatz.